# 天沢彰
天沢 彰（あまさわ あきら、1959年1月18日 - ）は、愛媛県出身の日本の脚本家、小説家である。劇団歴史新大陸の座付き作家。

## 略歴
日本大学を卒業。その後アニメの企画会社において多数のアニメ脚本を手がける。現在、脚本だけでなく小説、漫画原作、舞台、ゲームシナリオも手がけている。天沢彰のほか、八田朗、ORCA名義でも作品を発表している。アンドリーム（&REAM）所属。

## 代表作
1995年、小説『8マン ニュージェネレーション』でデビュー。『ランドロック』『ガンドレス』などの小説がアニメ化されている。映画『大帝の剣』の脚本、ドラマ『満福少女ドラゴネット』（TVK）、『幻星神ジャスティライザー』（TX）の脚本を手がけている。他『殺し屋ハマー』『新黄金バット』などの漫画原作、『マル秘 女捜査官凍子』『女監察医』『特報女神』などの劇画原作を手がけている。

## 映画脚本
- 『大帝の剣』（エンターブレイン・東映）

## テレビドラマ脚本
- 『満福少女ドラゴネット』（TVK）
- 『幻星神ジャスティライザー』（TX）

## 漫画原作
- 『そぞろ源内～大江戸さぐり控え帳～』（2022年-)
- 『剣客商売』（2016年-)
- 『警視庁迷宮課』1 - 3（集英社）
- 『女監察医シリーズ』井出智香恵（芳文社） 八田朗名義
  - 『女監察医 解剖室の天使』
  - 『新・女監察医 京都編』
  - 『新・女監察医 東京編』
- 『剣客商売』大島やすいち、原案：池波正太郎（リイド社『コミック乱』連載） 2019年から参加
- 『姉妹凛々裏づとめ 紅と藍』漫画：叶精作（リイド社『コミック乱ツインズ』2025年4月号[1] - 連載）※シナリオ担当[1]

## 舞台脚本
- 『助太刀御免！ 決闘高田馬場』（劇団 歴史新大陸）
- 『桜田門外の変』（劇団 歴史新大陸）
- 『維新の歩－江戸城無血開城－』（劇団 歴史新大陸）
- 『新撰組異聞－暗殺－』（劇団 歴史新大陸）

## 小説
- 『霊障探偵 白狐』（一二三書房（桜ノ杜ぶんこ））『月刊GEN-SAKU!』連載
- 『世直し若さま 松平小五郎』（コスミック出版（コスミック・時代文庫））
- 『お江戸子ども捕物帳』